# Astegieta
Astegieta est un village ou contrée faisant partie de la municipalité de Vitoria-Gasteiz dans la province d'Alava dans la Communauté autonome basque.

Aztegieta en basque et Asteguieta en espagnol diffèrent les deux de la version officielle.

## Situation
Il se trouve à un nœud de communications entre la péninsule Ibérique et la France, a été un important point de passage vers Zuia par Arrato et à Kuartango par le passage de Hueto Arriba.
Il se limite au nord avec Antezana, au sud avec Crispijana, à l'est avec Vitoria-Gasteiz et à l'ouest avec Estarrona. anciennement Astegieta appartenait à la mairie de Foronda et au Diocèse de Calahorra. Il est actuellement un district de Vitoria-Gasteiz, appartenant à sa mairie.
Près d'Astegieta on trouvait Otaza, de nos jours disparu par les travaux de l'Aéroport. Les habitants d'Otaza par leur proximité à Astegieta étaient fréquentés par beaucoup : les dimanches ils allaient à l'église comme aux festivités du village qui ont lieu le 8 septembre de chaque année. À Otaza se trouvait une petite lagune qui avait généralement de l'eau en permanence, excepté durant les années de sécheresse, et les habitants d'Astegieta y pêchaient des grenouilles.
Astegieta, tout comme plusieurs villages de la plaine, se trouve sur les bords de la rivière Zadorra, qui arrose ses terres comme rivière principale. Le Zadorra, par rapport à l'étendue de son bassin, peut se considérer comme une rivière importante, parce que son débit relatif dépasse celui de l'Èbre dans la localité de Miranda de Ebro dans la province de Burgos, avec 1 350 km2 et 85 km de longueur.

## Histoire de la aldea
En 1556 Aztegieta était déjà connue grâce à son existence dans les registres dont, était habité par 20 habitants et faisaient partie du bourg "cuarto" bénéficiant évalués à 6 000 maravédis, deux ermitages : celle de San Martin et une confrérie.
En 1960 il avait 75 habitants avec 19 bâtiments. En 1983 107 habitants. Ceux qui se consacraient à la culture de la terre et au bétail.
En 1025 Astegieta et 300 villages groupés dans plusieurs circonscriptions devaient payer un impôt au monastère de San Millán de la Cogolla, appartenant au diocèse de Calahorra. Cet impôt devait être payé avec du fer ou avec une partie de son bétail.

## Paysages
En très peu de temps, tout le paysage a souffert d'une transformation de la concentration parcellaire menée à bien par le service Nacional d'Extensión Agraria du Ministerio de Agricultura. Il ne fait aucun doute que la production est indiscutable mais les beaux panoramas ont été changés et réduits, comme les bosquets qu'il y avait à l'endroit où se trouve aujourd'hui Apaolaza ou ce que le pont de la circonvallation a transformé, une paroi qui divise et laquelle ne laisse déjà pas passer par où il veut, avec ce petit pré des fuenticas, des instants que tous ont passés jusqu'à se rafraîchir dans ses eaux froides.

## Habitation rurale
La Casa de Labranza dans la plaine alavaise a des toits à deux pentes, un ou deux étages et la cuisine dans le rez-de-chaussée. On y trouve aussi une ou plusieurs dépendances pour les outils et autres équipements, outre les halls. Avec les maisons sont construits généralement des hangars pour stocker les machines agricoles ou utilisées comme basses-cours de tels logements agricoles permettaient aux habitants d'y vivre tranquillement et reposés.

## L'église paroissiale
L'église paroissiale de la Nativité, le centre de la vie religieuse et spirituelle est un ouvrage du XVIe siècle. Le grand retable est un dosseret néoclassique qui couvre la tête. Dans la paroi gauche une statue de la Vierge du Rosaire est une œuvre de Mauricio de Valdivielso. Il y a des contreforts gothiques et des fenêtres romanes.

## Histoire de la famille Asteguieta ou Aztegieta
La maison primitive de la famille se trouvait dans ce village, la maison solaire palais a été située à Astegieta dont elle prend le nom. Ses descendants ont émigré en Argentine, au Chili, en Colombie, au Guatemala et au Pérou.
En 1598 on parle déjà de la tour d'Antezana construite par Don Martín Ortiz de Zárate né dans la tour de Chavarri Zarate, à Zuia, en se mariant avec Doña Mencía de Asteguieta, fille de Fernán Sáenz de Asteguieta qui a été fils gentilhomme des nobles de ces Hermandades. Il a eu comme fils:
- Don Juan de Zarate, auquel il laisse la tour d'Antezana en 1598, celui qui a en outre été Seigneur du palais de Zarate conservé aujourd'hui à Astegieta. Don Juan Zarate y Asteguieta a pris part aux luttes entre l'Espagne et la France.
- Pedro Sáez de Asteguieta. Noble en 1675, et avocat Général et Regidor par l'état Noble en 1693 né à Antezana.
- Juan Manuel de Asteguieta, natif de Foronda, de la Hermandad de Badayoz.
- José Bernardo de Asteguieta 1805 a été chevalier de Charles III.

## Palais des Zárate
Le palais est du début du XVe siècle, de plan régulier, carré. La couverture est à quatre pentes avec trois étages, le second étant l'étage noble. Dans la façade principale les cavités les portes et les fenêtres sont régulièrement réparties. Important élément de la façade principale est la fin du toit avec son avant-toit ainsi que les appuis de fenêtres. Dans la décoration de cette dernière il faut souligner des blasons les Zárate et des Asteguieta qui sont les mêmes que ceux des Eskibel de Vitoria, puisque Doña Magdalena Sánchez de Asteguieta s'est mariée avec Don Rodrigo González d'Esquíbel XVI. Dans le palais de Zárate dans la tour d'Antezana et dans l'église de Guereña, toutes de la Hermandad de Badayoz, du XVIe siècle, sont composées les armes suivantes pour les Asteguieta :
"En domaine de gules, trois croisements floreteadas d'or, mises deux et un (Escudo 1348)" (définition en termes héraldiques).
Dans le dossier du Garde marin Rosendo Porlier y Asteguieta, né à Lima (Pérou), en 1771, ils ajoutent au blason précédent une "bordure de gules, cousue, chargée de huit solneses ou coupes à la hache, d'or".
Détails du Blason : 
1º, Trois croisements flordelisadas, mises en bois, et bordura avec quinze sotueres, et 2º, neuf panela, mises de trois dans trois, et borduras avec douze sotueres.
Ne sont pas composés les émaux du domaine et des pièces de ce blason.

## Démographie
| 2000 | 2001 | 2002 | 2003 | 2004 | 2005 | 2006 | 2007 |
| ---- | ---- | ---- | ---- | ---- | ---- | ---- | ---- |
| 263  | 275  | 284  | 281  | 277  | 271  | 277  | 280  |